# Aşağıkırlı (Yeşilova)
Aşağıkırlı est un village situé dans le district de Yeşilova de la province de Burdur en Turquie. 

## Histoire
Fondé par des Yörük (nomades turcs), le village de Kırlı est l'un des villages les plus anciens de la région. Auparavant rattaché au district d'Acıpayam (province de Denizli), le village est rattaché à Yeşilova depuis 1936, district de la province de Burdur. Après des disputes entre les villageois, le village est scindé en deux pour former les villages de Yukarıkırlı et d'Aşağıkırlı.

## Géographie
Le village se trouve à proximité de Bayındır et de Yukarıkırlı. Le village est situé à 80 km de Burdur et de Denizli. Le village est aussi à une vingtaine de kilomètres de l'aéroport de Çardak.

## Climat
Le climat régnant est le climat méditerranéen.

## Population
| Population du village au fil des années | Population du village au fil des années |
| --------------------------------------- | --------------------------------------- |
| 2007                                    |                                         |
| 2000                                    | 280                                     |
| 1997                                    | 182                                     |

## Économie
L'économie du village est basé sur l'agriculture et l'élevage.